# Präsidentschaftswahl in Indien 1962

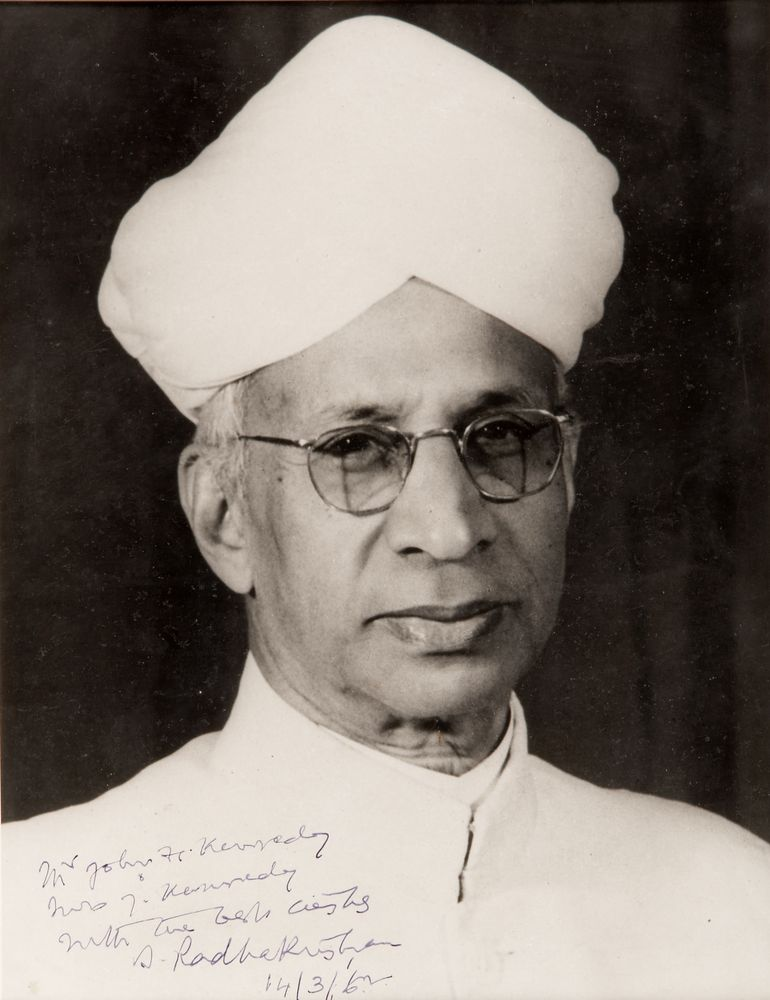
Sarvepalli Radhakrishnan (1962)

Die Präsidentschaftswahl in Indien 1962 war die dritte Wahl des Staatspräsidenten in Indien seit der Unabhängigkeit und fand am 7. Mai 1962 statt. Mit großer Mehrheit wurde der parteilose Sarvepalli Radhakrishnan gewählt.

## Vorgeschichte
| Bundesstaat       | Stimmgewicht |
| ----------------- | ------------ |
| Andhra Pradesh    | 104          |
| Assam             | 84           |
| Bihar             | 122          |
| Gujarat           | 106          |
| Jammu und Kashmir | 59           |
| Kerala            | 108          |
| Madhya Pradesh    | 91           |
| Madras            | 146          |
| Maharashtra       | 121          |
| Mysore            | 93           |
| Orissa            | 105          |
| Punjab            | 105          |
| Rajasthan         | 91           |
| Uttar Pradesh     | 147          |
| Westbengalen      | 104          |

Angesichts der am 12. Mai 1962 auslaufenden Amtszeit des Amtsinhabers Rajendra Prasad legte sich die Kongresspartei im Vorfeld der anstehenden Wahl auf den bisherigen Vizepräsidenten Sarvepalli Radhakrishnan als Kandidaten fest. Radhakrishnan war parteilos, hatte aber an der indischen Unabhängigkeitsbewegung teilgenommen und war ein über die Grenzen Indiens hinaus bekannter und angesehener Religionsphilosoph und Wissenschaftler. Die einzigen beiden anderen Kandidaten, die ebenfalls zur Wahl zugelassen wurden, waren der Rechtsanwalt Hari Ram aus dem Punjab, der schon 1952 und 1957 kandidiert hatte, und Yamuna Prasad Trisulia.

## Wahlmodus und Wahl
Das Wahlkollegium setzte sich aus den gewählten Abgeordneten von Lok Sabha und Rajya Sabha zusammen sowie den Abgeordneten der 15 Bundesstaaten. Die Abgeordneten von Lok Sabha und Rajya Sabha hatten jeweils ein Stimmgewicht von 493, während das Stimmgewicht der Abgeordneten aus den Bundesstaaten sich zwischen 52 (Jammu und Kashmir) und 147 (Uttar Pradesh) bewegte. Die Stimmgewichte waren aufgrund des Zensus von 1951 festgelegt worden, da die Ergebnisse der Volkszählung aus dem Jahr 1961 noch nicht offiziell veröffentlicht waren. Bei den Stimmgewichten hatten sich Verschiebungen im Vergleich zur vorangegangenen Wahl 1957 ergeben, da 1960 der Bundesstaat Bombay aufgelöst worden war und die Bundesstaaten Gujarat und Maharashtra neu entstanden waren.
Die Wahltermine wurden am 6. April 1962 bekanntgegeben. Bis zum 16. April 1962 konnten Kandidaten nominiert werden. Am 18. April wurde über die Zulassung der Kandidaten entschieden und bis zum 21. April hatten die Kandidaten die Möglichkeit, ihre Kandidatur wieder zurückzuziehen. Die eigentliche Wahl fand am 7. Mai 1962 statt. Die Stimmen wurden am 11. Mai 1962 in Delhi ausgezählt.
Insgesamt gaben 3.094 Abgeordnete ihre Stimme ab, was einer Wahlbeteiligung von 81,4 % entsprach. Radnakrishnan gewann die Wahl mit mehr als 98 % der gültigen gewichteten Stimmen. Seine beiden Mitbewerber landeten weit abgeschlagen.
Die Wahl ergab folgendes Ergebnis:
| Kandidat                 | Abgegebene gewichtete Stimmen | In Prozent |
| ------------------------ | ----------------------------- | ---------- |
| Sarvepalli Radhakrishnan | 553.067                       | 98,25      |
| Hari Ram                 | 6.341                         | 1,12       |
| Yamuna Prasad Trisulia   | 3.537                         | 0,63       |
| Gesamt                   | 562.945                       | 100        |

98 Stimmen mit einem Gesamt-Stimmgewicht von 18.295 wurden für ungültig erklärt.
Am 13. Mai 1962 trat Sarvapalli Radhakrishnan sein Amt als zweiter Staatspräsident in der Geschichte Indiens an.